# El arco iris de gravedad
El arco iris de gravedad (originalmente en inglés: Gravity's Rainbow) es una novela 1973 escrita por el autor estadounidense Thomas Pynchon. 

## Descripción
Es una novela compleja y larga, que presenta un amplio elenco de personajes. Su narrativa se ambienta principalmente en Europa a finales de la Segunda Guerra Mundial y se centra en el diseño, la producción y el lanzamiento del cohete V-2 por el ejército alemán, y, en particular, la búsqueda de un misterioso aparato llamado el "Schwarzgerät" ("aparato negro") que se instalará en un cohete con el número de serie "00000".
Atravesando una amplia gama de conocimiento, la novela cruza los límites entre la alta y la baja cultura, entre la propiedad literaria y lo profano, entre la ciencia y la metafísica especulativa.
La novela compartió el National Book Award de ficción, de Estados Unidos, con A Crown of Feathers and Other Stories de Isaac Bashevis Singer, aunque Pynchon rechazó el premio. Aunque seleccionado para el Premio Pulitzer de ficción del año 1974, un pasaje en concreto que implica coprofilia ofendió a miembros del consejo del Pulitzer, quienes rechazaron la selección. Estimaron que la novela era «ilegible, sobreescrita y obscena». Ese año, no se entregó el premio Pulitzer a obra alguna. En 1975, Pynchon declinó la medalla William Dean Howells de la Academia Americana de Artes y Letras.
La novela fue nominada al premio Nébula a la mejor novela de 1973.
La revista TIME seleccionó El arco iris de gravedad como una de las mejores novelas de habla inglesa de 1923 a 2005. y algunos críticos, entre ellos Harold Bloom, la consideran una de las grandes novelas americanas jamás escritas.
Mezcla, con un virtuosismo que el autor no había alcanzado anteriormente, un gran número de temas ya abordados en sus primeras novelas: preterición, paranoia, racismo, colonialismo, conspiración, sincronicidad o entropía. Considerado como uno de los arquetipos de la posmodernidad en literatura, El arco iris de la gravedad ha suscitado un gran número de comentarios y exégesis, dos "guías del lector" y numerosos ensayos.
La mayor parte de la novela se desarrolla en Londres o en Europa en los últimos meses de la Segunda Guerra Mundial y en las semanas que siguieron inmediatamente a la capitulación de Alemania el ocho de mayo de 1945. La incertidumbre que tienen los personajes y los diferentes narradores sobre las circunstancias históricas en las cuales están colocados y en particular el Holocausto no es jamás resuelta. El contraste entre esta duda permanente y la importancia que desempeñan sus actos en la representación común de este periodo histórico constituye uno de los motivos de la tensión dramática de la novela, que ejerce una erudición impresionante en campos tan variados como la química, las matemáticas, la historia, la religión, la música, la literatura o el cine. Pynchon ha trabajado sobre la novela a lo largo de los años sesenta y el comienzo de los setenta, cuando vivía en California y México, y tras su composición efectuó modificaciones y adiciones al manuscrito hasta el día mismo de su impresión.
Algunos personajes de la trama hacen su primera aparición en la novela del mismo autor V. del año 1961. En concreto, Karl Mondaugen, Bodine (Pig Bodine) y otros caracteres. Hay referencias a nativos de Namibia (hereros en el Schwarzkommando) que ya fueron sugeridos en la novela V.